# فرودگاه بسلان

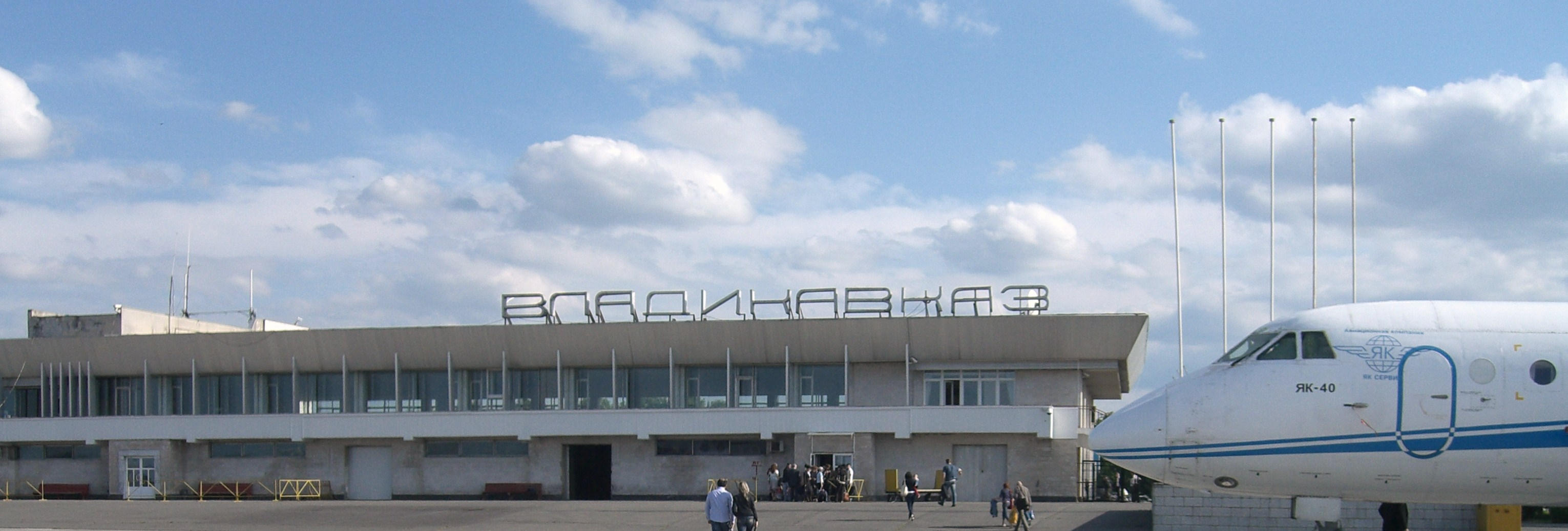
فرودگاه بسلان

فرودگاه بسلان (به روسی: Аэропорт Беслан) فرودگاهی عمومی واقع در بسلان در کشور روسیه است که توسط FGUP "Vladikavkazskoe aviapredpriyatie" اداره می‌شود.
در ۱۸ نوامبر ۲۰۰۸، این فرودگاه برای خدمات رسانی به ایرباس A319 دارای مجوز شد. این نوع هواپیماها جایگزین توپولف Tu-154 در خدمات هواپیمایی S7 به مسکو-دوموددوو خواهد شد. A319 برای پروازها به ولادیکاوکاز ایده‌آل است زیرا در هنگام پرواز و فرود بار قابل قبولی در باند فرودگاه اعمال می‌کند در مقایسه با بوئینگ ۷۳۷–۵۰۰ که نوع آن در فرودگاه ممنوع بود در سال 2007.

## شرکت‌های هواپیمایی و مقصدهای پروازی
| شرکت‌های هواپیمایی | مقصدهای پروازی  |
| ----------------- | --------------- |
| پابیدا            | ونوکووا، پالکوو |
| اس۷ ایرلاینز      | دوموده‌دوو       |
| یوتی‌ایر اوییشن    | ونوکووا، پالکوو |